# SAAB Bofors Test Center
SAAB Bofors Test Center, tidigare Bofors skjutfält, är ett skjutfält i Kilsbergen, öster om Karlskoga. Skjutfältet sträcker sig i nordöstlig riktning och ligger i precis anslutning till Villingsbergs skjutfält. 

## Historik
Skjutfältet har sitt ursprung från sent 1800-tal, då man anlade en skjutbana på 150 meter, strax norr om Bofors järnvägsstation. Genom att pjäserna fick en allt längre räckvidd, blev man tvungen att förlägga provning till arméns skjutfält, Skillingaryds skjutfält och Marma skjutfält och även till marinens skjutbana i Karlskrona. I samband med att Bofors fick en order på 28 cm kanoner till den planerade F-båten, beslutades att man skulle utöka sin skjutbana, inom sitt tidigare ägande av markerna runt Villingsberg. År 1912 anställdes löjtnant Oscar Lundberg som skjutfältschef. I slutet av 1913 stod fältet färdigt och i augusti 1914 provsköt man en 28 cm kanon upp till en längd av 19.600 meter. Fältet har idag ett vägnät på 240 km över ett område som är 30 km långt och 6 km brett. Några produkter som är aktuella och testas på fältet är bland annat artillerisystemet ARCHER, Bofors 40 mm automatkanon och granaten Excalibur.
Sedan Bofors delats upp på olika ägare drivs SAAB Bofors Test Center som ett eget företag med tre ägare: Saab Dynamics AB (61 %), BAE Systems Bofors AB (30 %) och Eurenco Bofors AB (9 %).